# Littleport
Littleport – miasto w Anglii, w hrabstwie Cambridgeshire, w dystrykcie East Cambridgeshire. Leży 30 km na północny wschód od miasta Cambridge i 109 km na północ od Londynu. W 2001 miasto liczyło 7521 mieszkańców.